# Darkness Falls (película de 2003)
Darkness Falls (conocida en español como En la oscuridad de la noche o simplemente En la oscuridad) es una película de terror estadounidense del año 2003 dirigida por Jonathan Liebesman. 
La historia se centra en la ciudad Darkness Falls (basada en la ciudad Fall River, de Massachusetts) dónde ocurren extraños asesinatos ocasionados por el "Hada de los dientes" llamada Matilda Dixon, que volvió en busca de venganza.

## Argumento
La película comienza con la viuda Matilda Dixon, quien era adorada por todos los niños de la ciudad. Matilda les daba regalos y monedas de oro cuando los niños perdían sus dientes, por esto ella se ganó el apodo de "Hada de los Dientes" (Tooth Fairy). Después de un incendio en su casa que la dejó horriblemente desfigurada y sensible a la luz, Matilda comenzó a usar una máscara de porcelana y solo salía de noche.
Aunque los niños todavía se acercaban a Matilda, los adultos comenzaron a sospechar de ella y cuando dos niños desaparecieron, el pueblo rápidamente culpó a Matilda y la colgaron, arrancándole su máscara de porcelana y exponiendo su rostro a la luz. Llena de ira y sintiéndose traicionada Matilda prometió vengarse. Poco después los niños que creían desaparecidos regresaron a casa sanos y salvos y la ciudad al darse cuenta de su error rápidamente enterró el cuerpo de Matilda y guardaron el secreto.
La historia de Matilda el "Hada de los Dientes" comenzó a contarse de generación en generación después del asesinato y la gente creía que su espíritu visitaba en la noche a los niños que perdían su último diente de leche y buscaba vengarse de ellos si la veían.
Décadas más tarde aparece Kyle Walsh, un adolescente antisocial que solo es amigo de Caitlin Greene, de quien está enamorado. Poco después Kyle pierde su último diente de leche y su madre Margaret Walsh, le pide que se acueste a dormir para que el hada le traiga dinero. La tragedia comienza cuando en medio de la noche Kyle ve accidentalmente a Matilda, rápido el joven se da cuenta de que la luz es su debilidad y la alumbra en la cara con una linterna, lo cual le permite huir y esconderse en su iluminado baño, cuando su madre oye sus gritos va a su habitación y mientras trata de convencerlo de que no hay nadie ahí ve a Matilda y es asesinada. Al día siguiente cuando la policía llega a su casa Kyle es llevado a un hospital mental después de que los oficiales creyeran que él había matado a su madre.
Doce años más tarde ahora una grande Caitlin Green, llama a Kyle para pedirle que la ayude con su hermano menor Michael, al darse cuenta de que está pasando por lo mismo por lo que pasó Kyle cuando era pequeño, Michael se niega a dormir en la oscuridad y pronto es llevado a un hospital después de salir herido y los médicos comienzan a creer que está loco, cuando Kyle llega al hospital con una maleta llena de linternas pronto se da cuenta de que Michael vio a Matilda y que tiene miedo de que lo lastime si se queda en la oscuridad como a él le pasó años atrás. Impactado y temeroso por esto Kyle niega la verdad y se va del hospital alejándose de Caitlin y Michael. 
Reunido con sus vecinos de la infancia Larry y el oficial Matt, Kyle trata de advertir a todos del "Hada de los Dientes" y les dice que se queden en la luz, sin embargo todos lo consideran loco y no le hacen caso, pronto varios ciudadanos de Darkness comienzan a morir y la policía comienza a sospechar de Kyle 
Días más tarde una fuerte tormenta azota al pueblo y afecta la red eléctrica ocasionando un apagón. Kyle pierde su bolsa de linternas cuando la policía lo arresta para interrogarlo, el escuadrón de policías es atacado por Matilda y mata a todos entre ellos al padre de Matt, antes de ser atacado por el hada de los dientes Kyle logra escaparse con la ayuda de Matt.
Kyle se dirige al hospital para reunirse con Caitlin y Michael y ponerlos a salvo, ahí son atacados de nuevo por Matilda ahí el doctor Travis y las enfermeras Lauren y Alexandra mueren, sin embargo Kyle, Caitlin, Michael, Matt y el doctor Peter Murphy logran escapar. El grupo decide dirigirse al faro del pueblo para estar cerca de la luz sin embargo en el camino son atacados de nuevo y Peter muere.
El grupo logra llegar al faro sin embargo son atacados de nuevo y Matt muere, Kyle es atacado y Caitlin se interpone, Kyle decide enfrentar a Matilda y le arranca la máscara de porcelana y enciende la luz del faro en ella, destruyéndola. Kyle, Caitlin y Michael salen a salvo y deciden pasar la noche en el faro.
Poco después el destino de Billy, otro niño es puesto a prueba cuando pierde su último diente de leche y espera al Hada de los Dientes, el pequeño se duerme y una sombra es vista acercándose a él, cuando lo alcanza se puede ver que la madre del pequeño sustituye el diente por una moneda de oro, dando a entender de que Kyle tuvo éxito destruyendo a Matilda.

## Reparto
- Chaney Kley interpreta a Kyle Walsh.
- Emma Caulfield interpreta a Caitlin Greene, interés romántico de Kyle y hermana mayor de Michael.
- Lee Cormie interpreta a Michael Greene, hermano menor de Caitlin.
- Grant Piro interpreta a Larry Fleishman.
- Sullivan Stapleton interpreta al oficial Matt Henry, amigo de la infancia de Kyle y Caitlin.
- John Stanton interpreta al Capitán Thomas Henry, padre de Matt.
- Steve Mouzakis interpreta al doctor Peter Murphy.
- Peter Curtin interpreta al doctor Travis.
- Jenny Lovell interpreta a la enfermera Alexandra.
- Kestie Morassi interpreta a la enfermera Lauren.
- Antony Burrows interpreta a Matilda Dixon.
- Joshua Anderson interpreta a Kyle Walsh de pequeño.
- Emily Browning interpreta Caitlin Greene de pequeña.
- Daniel Daperis interpreta Larry Fleishman de pequeño.

## Curiosidades
Chaney Kley murió el 24 de julio de 2007. Según su padre, la causa probable era apnea del sueño. Después de que hicieran la autopsia, se enteraron de que murió de una sobredosis de drogas, declarada por su padre después